# Ласло Кезди-Ковач
Ласло Кезди-Ковач (мађ. Kézdi-Kovács László; Пустаалшоцикола, 11. јануара 1864 — Будимпешта, 7. јануара 1942) био је мађарски сликар и ликовни критичар.

## Биографија
Учио је сликарство код Антала Лигетија, без икаквих академских студија. Био је архивар Торонталске жупаније и живео у Великом Бечкереку од 1885. до 1892. године када прелази у Будимпешту. Од 1893. године био је ликовни критичар листа „Пешти хирлап”. Од 1886. године излагао је на изложбама Уметничког павиљона у Будимпешти. Присутан је на свим изложбама Народног салона у војвођанским градовима. На Светској изложби у Паризу 1900. године добио је сребрну медаљу, у Лондону за слику „Шумски предео” златну медаљу. Поменута слика чува се у Модерној галерији у Венецији. Између 1908. и 1921. године учествовао је на три колективне изложбе.